# بلدية روزاريو دو سول
بلدية روزاريو دو سول هي بلدية في البرازيل، تتبع ريو غراندي دو سول، بلغ عدد سكانها 39٬707  نسمة، في 2010، تبلغ مساحتها 4٬369٫657 كيلومتر مربع، رمزها البريدي هو 97590-000.

## الموقع
تشترك في الحدود مع:
- أليجريت
- بلدية ساو غابرييل
- Dom Pedrito [الإنجليزية]‏.

## أعلام
- ريكاردو دياز أكوستا